# Фетиши, Кети
Кети Фетиши (алб. Keti Fetishi, 15 апреля 1997) — албанская профессиональная велогонщица. С весны 2017 года выступает за албанскую велокоманду Conceria Zabri–Fanini категории UCI Women’s Team.